# L'Skadrille
L'Skadrille est un groupe de hip-hop français, originaire de Saint-Cyr-l'École, dans les Yvelines. Formé en 1996, il se compose des membres 13or (Trésor) et 16ar (César). Le groupe publie un premier album studio, intitulé Nos vies, en 2006. Il suit en 2008 d'un deuxième album, Des roses et des flingues. Vers 2010, les membres de L'Skadrille se consacrent à leur carrière solo.

## Biographie
L’Skadrille prend forme en 1996. L’équipe se compose de 13or et 16ar. 13or, alias La Massue, est originaire de Saint-Cyr-l'École, dans les Yvelines. 16ar alias La Lame vient de Paris (XV Falguière). Repéré par Ziko, ex-membre de la brigade, les deux rappeurs intègrent le label C2 la Balle et sortent leur premier maxi Mack 01 : l'impact du son et se font remarquer avec le titre Le Rêve. Après la dissolution du label, les artistes enchaînent les apparitions sur des mixtapes comme What’s the Flavor de DJ Poska et des compilations comme Les Militants.
En 1999, ils apparaissent sur la compilation Première Classe et signent sous le label du même nom, dirigé par Pit Baccardi et Jacky des Neg' Marrons. Ils sortent Mon rap et Dangereux en 2001 puis se séparent de Première Classe pour cause de divergences au niveau des attentes. L’Skadrille multiplie les apparitions sur divers projets puis produit sa mixtape en 2004, ExtaZik qui sera rééditée la même année et se vendra à 10 000 exemplaires[réf. nécessaire].
En 2005, L’Skadrille participe à l’indépendance tour avec Sinik et Tandem, tournée qui rassemble les rappeurs indépendants les plus attendus de l’année. Début 2006, ils sortent leur premier album en dix ans, intitulé Nos vies, sur lequel ils évoquent leurs vécus, leurs joies et leurs déceptions. Ils consacrent également un morceau à leurs racines, le Mali et le Sénégal, Un peuple, un but, une fois, qui est un des titres les plus touchants de l’album. L'album sera disque d'argent (73 000 exemplaires vendus). Les deux acolytes se consacrent ensuite à leur deuxième album, Des roses et des flingues, qui sort en mai 2008, auquel participent notamment Intouchable et K'Reen, et dont le titre évoque le nom groupe de hard rock, Guns'n'Roses.
Vers 2010, les membres du groupe se consacrent à leur carrière solo. 13or annonce un projet solo sous son nouveau nom de scène Ghetto Youss, et publie un clip du même nom en partenariat avec Sefyu et deux sons dont Lache le mic et Nouvelle marque. En septembre 2011, 16AR annonce via sa page Facebook le lancement de son premier projet solo le 16 octobre.

## Discographie

### Albums studio
- 2006 : Nos vies
- 2008 : Des roses et des flingues

### EP
- 1997 : Mack.01 : L’impact du son
- 2001 : Dangereux 2001

### Single
- 1998 : Plaidoiries convoque L'Skadrille : On doit l'être (remix)

### Mixtapes
- 2004 : Extazik Bizness
- 2006 : Extazik City

### Albums solos
- 2012 : Ghetto Youss (13or) - Nouvelle marque
- 2013 : 16ar – Noir

### Apparitions
- 1997 : L'Skadrille - L’impact du son (sur la compile Mack 01)
- 1997 : L'Skadrille - Freestyle (sur la mixtape What's the flavor DJ Poska #25)
- 1997 : L'Skadrille - Freestyle (sur la mixtape Le Professionnel)
- 1997 : L'Skadrille - Freestyle avec Jee Money (sur la mixtape Le Professionnel)
- 1997 : L'Skadrille - Freestyle avec Kohndo et Skiv (sur la mixtape Le Professionnel)
- 1998 : L'Skadrille - Freestyle (sur la compile Néochrome Vol.1)
- 1998 : L'Skadrille - On doit l'être, sur la compilation Plaidoiries, mixée par DJ Tal
- 1999 : L'Skadrille -  Freestyle (sur la compile Néochrome Vol.2)
- 2000 : Pit Baccardi feat. L'Skadrille et Neg'Marrons - Rap français haute fidélité (sur l'album de Pit Baccardi, Ghetto ambianceur)
- 2000 : L'Skadrille - C'est ma manif (sur la compile Les militants)
- 2000 : L'Skadrille - Dur (sur la compile Niroshima)
- 2000 : L'Skadrille - C'est hostile (sur la compile Hostile 2000 Vol.1)
- 2000 : L'Skadrille feat. Futuristiq - Profite du jour présent (sur la compile Nouvelle Donne 2)
- 2000 : L'Skadrille - Sacrifices (sur la compile Une spéciale pour les halls)
- 2000 : L'Skadrille feat. Vincenzo - Je suis seul (sur la compile Sad hill impact)
- 2001 : L'Skadrille - 13 et 16 (sur la compile Original Bombattak)
- 2001 : L'Skadrille - Dangereux 2001
- 2001 : L'Skadrille feat. K.ommando Toxic - Tueurs nés (sur la compile Première classe Vol.2)
- 2001 : L'Skadrille feat. Disiz - Eté 2001 (sur la compile What's the flavor)
- 2002 : L'Skadrille - Par tous les moyens (sur la compile Old school)
- 2002 : Pit Baccardi feat. L'Skadrille, Tandem et Faya D - J'en veux au monde Remix (sur l'album de Pit Baccardi, Le poids des maux)
- 2002 : L'Skadrille - C'est ici que tout commence (sur la compile Les militants hors série)
- 2003 : L'Skadrille -  Avec le son (sur la compile Don't Sleep 2)
- 2003 : L'Skadrille -  Méfiance (sur la compile Fat taf)
- 2003 : F%§$ Dat feat. L'Skadrille - Force tranquille (sur l'album de F%§$ Dat, Disizekane)
- 2003 : Disiz feat. 16 Ar - Insécurité totale (sur l'album de Disiz, Jeu de société)
- 2003 : L'Skadrille - Freestyle (sur la compile Pur son ghetto Vol.2)
- 2003 : OSFA feat. L'Skadrille et Diam's - Cocktail explosif (sur l'album d'OSFA, 95 sang)
- 2003 : Sniper feat. Haroun, Mano Kid Mesa, L'Skadrille, Sinik, Diam's, Salif, Zoxea, Tandem et 113 - Panam all starz (sur l'album de Sniper, Gravé dans la roche)
- 2004 : Antilop SA feat. 16 Ar, Ol' Kainry, Kazkami, Singuila et Dafunkyla - Rageux (sur l'album d'Antilop, L'encre en guise de larmes)
- 2004 : L'Skadrille - Les princes d'Afrique (sur la mixtape Têtes brulées Vol.1)
- 2004 : La Fouine feat. L'Skadrille - Symphonie (sur l'album de La Fouine, Bourré au son)
- 2004 : L'Skadrille feat. Pit Baccardi et G'Kill - Destin (sur la compilation Bâtiment B : Hommage...)
- 2004 : Manu Key feat. L'Skadrille - Sud Side (sur l'album de Manu Key, Prolifique Vol.1)
- 2004 : L'Skadrille feat. Rim'K - L'art de la misère (sur la compilation Talents fâchés 2)
- 2004 : 13or - Missile Stinger (sur la compilation Session freestyle)
- 2004 : 16ar - 16 artillerie lourde (sur la compilation Session freestyle)
- 2005 : L'Skadrille feat. Tandem et Sinik - Le son de l'indépendance)
- 2005 : L'Skadrille - Freestyle, sur la compilation 2 CD Autopsie (Carter Bros)
- 2005 : L'Skadrille - Freestyle (sur la compilation 10 ans de Cut Killer)
- 2005 : L'Skadrille - Freestyle (sur la compilation Neochrome Vol.2)
- 2006 : Heckel et Geckel feat. L'Skadrille, Sefyu, Dicidents et Tekila - TGI (sur l'album d'Heckel et Geckel, Street Show)
- 2006 : L'Skadrille - Yvelines stars (sur la compilation Panam All Stars)
- 2006 : L'Skadrille - Présentations (sur la compilation Phonographe)
- 2006 : Grodäsh feat. L'Skadrille - Dégaine ton style (sur l'album de Grodäsh, Illegal Muzik)
- 2006 : L'Skadrille - Vertige 2 (sur la compilation Narcobeat 2: Reglement de compte)
- 2006 : L'Skadrille - Binome (sur la compilation Insurrection)
- 2006 : L'Skadrille - Freestyle (sur la compilation Illegal Radio)
- 2006 : L'Skadrille - En attendant la réussite (sur la mixtape Le projet Fornox)
- 2006 : Soprano Feat L'Skadrille - Freestyle (sur la mixtape de Soprano, Psychanalyse avant l'album)
- 2006 : L'Skadrille - La rage du ghetto (sur la compilation Les yeux dans la banlieue)
- 2006 : OGB feat. 16ar et Alibi Montana - Bien visser (sur l'album d'OGB, Enfermé dehors)
- 2007 : Manu Key feat. 13or et 6 Coup Mc - Coup 2 poing, tendresse (sur l'album de Manu Key, Prolifique Vol.2)
- 2007 : Black Marché feat. L'Skadrille - Au quart 2 tour (sur l'album de Black Marché, Au quart 2 tour)
- 2007 : L'Skadrille - Partout pareil (sur la compilation 78 All Stars)
- 2007 : Redemption feat. L'Skadrille - Vertige (sur l'album de Redemption, Société écran)
- 2007 : Croma feat. 16 Ar - Une force de frappe (sur le street album de Croma, J'cromatiz)
- 2007 : Aketo feat. L'Skadrille - Massif (sur le street album d'Aketo, Cracheur de venin)
- 2007 : 16 Ar - Ma boulette (sur la mixtape Têtes brulées Vol.3)
- 2008 : 13 Or feat. Hasko - On lâche rien (sur la compilation Département 78)
- 2008 : Acid feat. L'Skadrille - Rime à l'acide (sur l'album d'Acid, Antithèse)
- 2008 : L'Skadrille - Trop de chose (sur la compilation  Original Bombattak Vol.2)
- 2008 : A2P feat. 13or - C'est à nous de prouver (sur l'album d'A2P, Reconnaissance du ghetto)
- 2008 : M.A.S. 78190 feat. 13or - Sur le côté (sur l'album de M.A.S. 78190, Soldat)
- 2009 : 13or - Lâche le micro (sur la compilation Les yeux dans la banlieue Vol.2)
- 2009 : Kamelancien feat. L'Skadrille - Associations de cas sociaux (sur la compilation de Shone Association de Malfaiteurs 1)
- 2010 : 16ar feat. Mac Kregor - Le rap cette petite conne (sur la mixtape Rap impact Vol.2)
- 2010 : 16ar feat. Mister You et Cheb Tarik - Cabaret (sur la mixtape Mec de Rue)
- 2011 : 16ar feat. Saï - Instable (sur la mixtape Gskillah volume 3. Five-one téci)